# Ferdinand Fransen (ondernemer)
Ferdinand Gregorius Fransen (Enschede, 23 februari 1928 – Borne, 11 juli 2021) was een Nederlands ondernemer. Hij was jarenlang directeur van de Nederlandse reisorganisatie Arke (later onderdeel van het Duitse TUI AG). Tevens was Fransen voorzitter van de voetbalclub FC Twente.

## Carrière
Fransen kwam uit een arbeidersgezin. Zijn vader was een huisschilder die in 1938 overleed. Hij voetbalde enige tijd bij de tweedeklasser VOSTA, waar hij aanvoerder was van het eerste elftal. Hij legde zich later toe op atletiek en werd Twents kampioen speerwerpen.
In 1944 kwam Fransen als 16-jarige te werken bij Reisbureau Twenthe, dat onder leiding stond van Frits Arke en Jan ten Barge. In de jaren 1950 startte hij samen met Arke en Hennie Agterhuis het Reis- en Passagebureau Arke. Nadat Arke zich in 1967 terugtrok en Agterhuis in 1973 overleed was Fransen de enige directeur en hét gezicht van het bedrijf. Hij bouwde het bedrijf uit van een firma die zich voornamelijk op busreizen richtte tot een volwaardige touroperator. In 1989 verkocht hij veertig procent van zijn aandelen aan het Duitse Touristik Union International (TUI) en in 1995 deed hij hetzelfde met de rest van zijn pakket, waardoor Arke ophield als zelfstandige onderneming te bestaan. Hij was eigenaar van een aantal hotels in Nederland en Spanje, waaronder Landgoed de Wilmersberg in De Lutte.
Naast zijn zakelijke loopbaan was Fransen van 1977 tot 1984 voorzitter van de voetbalclub FC Twente. Hij maakte in deze periode onder andere de degradatie naar de Eerste divisie in 1983 mee.

## Privéleven
Ferdinand Fransen was twee keer getrouwd en vader van drie dochters. Hij leed de laatste jaren van zijn leven aan de ziekte van Alzheimer en woonde in een verzorgingshuis in Borne. In 2021 overleed hij op 93-jarige leeftijd.

## Onderscheidingen
- In 2007 werd Fransen benoemd tot ereburger van Enschede, een titel die daarvoor enkel aan voormalig burgemeesters Ko Wierenga en Jan Mans was verleend.
- Ter gelegenheid van de 80e verjaardag van Fransen werd op 15 april 2008 een Boeing 737 van luchtvaartmaatschappij ArkeFly naar Fransen vernoemd.[4]

- International Standard Name Identifier: 0000 0003 9000 5245
- Nederlandse Thesaurus van Auteursnamen: 31815546X
- Virtual International Authority File: 283505914
- WorldCat: E39PBJpdRfY8FjxmCtRXTxMF8C